# ماركو بيليتش
ماركو بيليتش هو مدرب كرة قدم ولاعب كرة قدم كرواتي في مركز حراسة المرمى، ولد في 1939. لعب مع نادي ساراييفو.